# 下山真吾
下山 真吾（しもやま しんご、1965年 - ）は、日本のCGクリエイター・プロデューサー。シモグミ代表。

## 来歴・人物
1965年、東京都大田区生まれ。幼少期より、絵画、モノクロ名画（外画邦画）、特撮映像、アニメ関連に親しむ。矢切小学校（鰭ヶ崎小学校に転校）→市川学園（中学・高校）を経て1986年より千葉工業大学工学部建築学科・同大学院建築学専攻、1992年に同大学院修士課程を修了。大学・大学院時代を通じ黎明期のCG（UNIX、DOS、MacのCG/CAD）を学び、またサークル活動で8mmフィルム自主アニメ制作に携わる。1992年、鹿島建設に入社。以後、同社及びグループ会社(カジマビジョン、ピー・アール・オー)にてCGを使った産業映像制作に従事。鹿島退社後スタジオ雲雀を経て、2008年にTVアニメ『スケアクロウマン』の制作をきっかけに仲間とともにシモグミを設立。

## 作品

### テレビ用アニメ
- 2003年 『京極夏彦・巷説百物語』 - オープニング・エンディングの演出・絵コンテ・編集[2]、CGディレクター[4]。
- 2004年 『BUZZER BEATER』 - 　オープニング・エンディングの演出・絵コンテ・編集[2]。
- 2005年 『ルパン三世 天使の策略 〜夢のカケラは殺しの香り〜』 - 撮影監督[5]。
- 2006年 『スキマの国のポルタ』- CG制作[2]。
- 2008年 『スケアクロウマン』 - 副監督・アニメ演出・絵コンテ[2]、CG監修[6]。
- 2018年 - 2019年 『愛玩怪獣』 - 監督・アニメ制作[2][7]。

### 劇場用アニメ
- 2001年 『それいけ!アンパンマン ロールとローラ うきぐも城のひみつ』 - オープニングCGの演出・絵コンテ(共同)[2]。
- 2006年 『名探偵コナン コナンVSキッド SHARK & JEWEL』- CG制作[2]。

### その他
- 2004年 国立民族学博物館「21世紀のアラビアンナイト展」展示映像『ヤング・シェヘラザード』 - 助監督・絵コンテ[2]。
- 2007年 PlayStation 3用ゲーム『SIREN:New Translation』 - ムービーパートの絵コンテ・演出[2]。
- 2009年 ルパン三世ミュージッククリップ集『PLAY THE LUPIN』収録「ルパン三世'97 -readymade 440 mix-」 - ディレクター[5]。
- 2009年 EUROXのアルバム『GALIENT - Dig from The Past』に収録のプロモーションビデオ「機甲界ガリアン エンディングテーマ」 - ディレクター[8]。
- 2010年 商品ブランディングアニメ『Play Set Products：G-Shock Man』 - 監督[6]。
- 2011年 moumoonの音楽プロモーションビデオ『Let's Dance In The Moonlight』 - 監督[6]。
- 2012年 坂詰美紗子の音楽プロモーションビデオ『わたしと折鶴』 - 監督[6]。
- 2013年 羽田空港国際線ターミナル プラネタリウム映像『Play Set Products：Starry』 - 監督[6]。
- 2013年 Yamaha Motor Europeのオフィシャルプロモーションビデオ『The New Yamaha MT-07』 - 制作[9]。
- 2013年 - 2017年 ヤマハ発動機ブランディングアニメ『Master Of Torque』シリーズ - 共同原作・監督・脚本[2][10]。
- 2014年 福井県ブランディングキャラ「ジュラチック」のプロモーションアニメ - 監督[6]。

そのほか、作品多数。